# Herb Przedborza
Herb Przedborza – jeden z symboli miasta Przedbórz i gminy Przedbórz w postaci herbu.

## Wygląd i symbolika
Herb Przedborza przedstawia w polu srebrnym dwie wieże czerwone, każda z trzema blankami złotymi, i daszkami stożkowymi czarnymi, flankujące zamkniętą bramę złotą. W postawie herbu widnieje napis 1405 czarny.
Elementy architektoniczne w postaci wież i bramy są uniwersalnymi symbolami samorządu miejskiego. Liczba 1405 to rok nadania praw miejskich.

## Historia
Godło herbowe nawiązuje do najstarszej znanej pieczęci z 1551 r. Herb zatwierdzony został przez radę miejską uchwałą nr XXV/123/96 29 listopada 1996 roku.